# مريق
مرَّيق صدف يستخرج منه الارجوان، وهو جنس أصداف كثير الأنواع وينتمي لفصيلة الموريسيدي.